# (671) Карнегия
(671) Карнегия (лат. Carnegia) — астероид главного пояса, который относится к спектральному классу Xk. Он был открыт 21 сентября 1908 года австрийским астрономом Иоганном Пализой в Венской обсерватории. Назван в честь миллионера и филантропа Эндрю Карнеги. Тиссеранов параметр относительно Юпитера — 3,206.